# 草屯陳府將軍廟
23°58′44″N 120°43′04″E / 23.978835°N 120.717691°E
草屯陳府將軍廟，是位於臺灣南投縣草屯鎮南埔里、中潭公路旁的寺廟，原主祭一名陳姓的傳說人物，後改主祀開漳聖王陳元光。

## 傳說
相傳員林人陳墨章在乾隆年間遷至草屯居住，適逢饑荒，便將自己的存糧濟民，並向有錢人募款，但被一名巨富誣告，指他聚眾勒索，橫行鄉里，他又不肯對官員納賄，遂遭斬首。乾隆五十年（1785年），鄉民在草屯南埔庄隘寮溪畔建祀祭拜，稱此人為「陳府將軍」，不久失修，又溪水泛濫成災，廟毀去。
傳說草屯新醫師許萬乞在1908年農曆七月十五日夢見與一位農夫持械單挑，將對方殺敗時，忽有一名白髮白髯的老翁責罵說傷了他的僕人，再用煙袋桿敲打許萬乞的左大腿。隔晚老翁託夢說自己是陳府將軍，要許醫生重建廟宇。

## 沿革

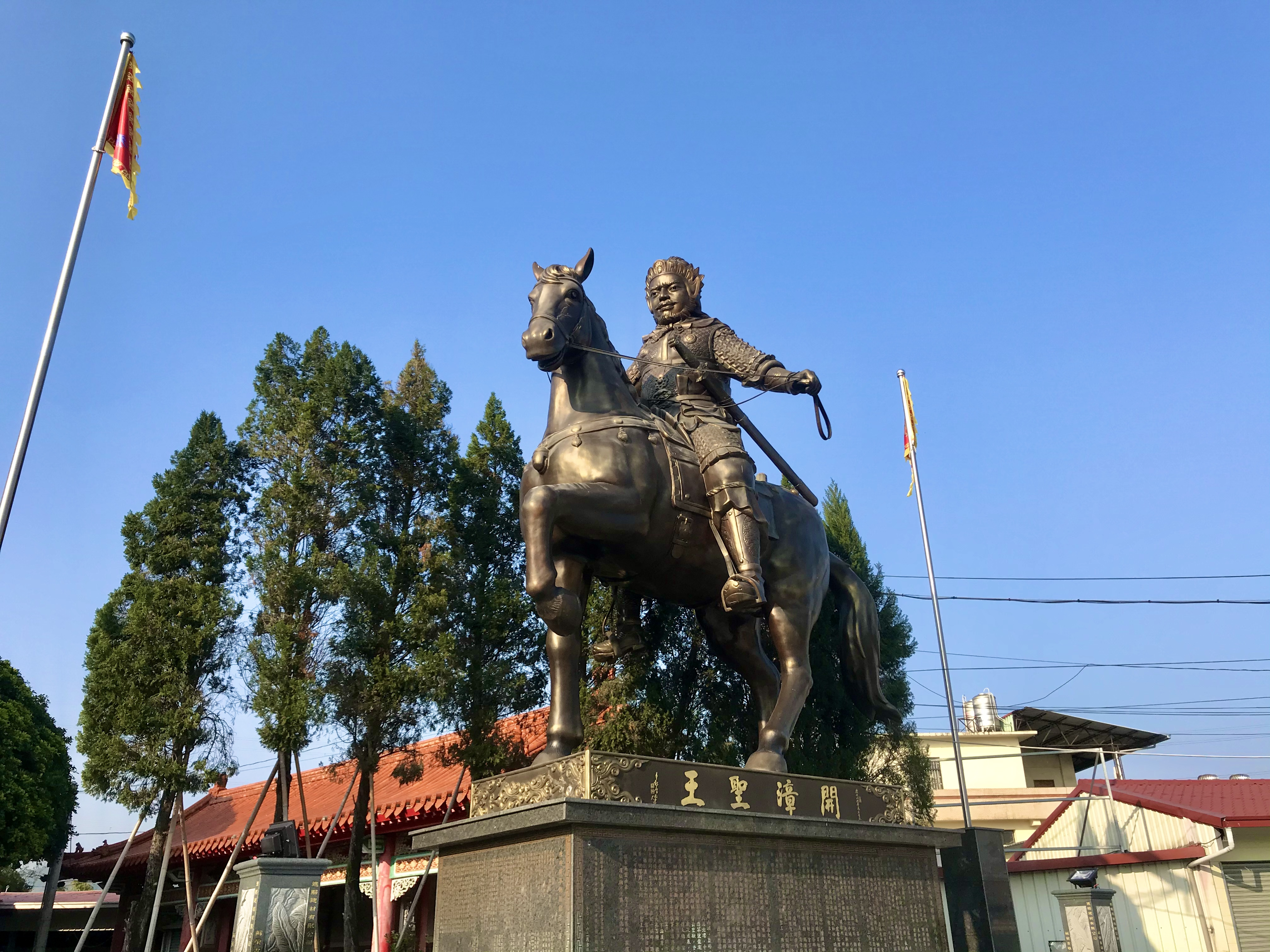
開漳聖王騎馬像

1908年建廟。初期香火不盛，後來一名外省人黃鐵真來此廟賣卜。他原是政府公務員，相傳有一天他午寐夢見將軍爺指示他要去都市發展，不要留在鄉下。之後，他在台北市五大旅社掛牌論相，與旅菲僑胞蕭泰運合作，介紹買賣假美鈔。發跡的他在1971年捐三萬元買地建戲台，此廟自此有了規模數一數二的戲台和大片地產。此傳奇經當時的管理人李枝順傳播，香火開始興旺，便在1974年成立管理委員會，1976年向信徒募款重修廟宇，至1980年完工。今址為草屯鎮南埔里中正路288-41號。
根據縣誌記載，昔日南投祭祀開漳聖王的祭祀不盛，過去僅有竹山鎮社寮武德宮一處。1980年，草屯鎮首屆鎮長李百顯認為古代人物神稱為「陳將軍」的只有陳元光，於是主神改成開漳聖王。民俗專家洪敏麟說明，草屯居民漳州裔很多，也許認為陳墨章只是一名「將軍」不夠格，所以託付神意換成開漳聖王，一來符合飲水思源，也使廟格提昇。
1984年，廟方開始爭取在寺廟對面申請變更地目作業，以興建文教活動中心。文教中心地下一層、地上三層，占地二百餘坪，斥資三千餘萬元，1995年10月27日啟用。九二一大地震時，南埔里是重災區，不僅房屋毀損人員死傷慘重，連穿越該里的隘寮溪沿線也發生土壤液化現象，不過此廟損失輕微，尤其文教中心幾乎無損，也成為當地民眾聚集避難的庇護處所。草屯鎮公會所在此舉行健行到坪頂七股神木的紀念九二一地震活動。

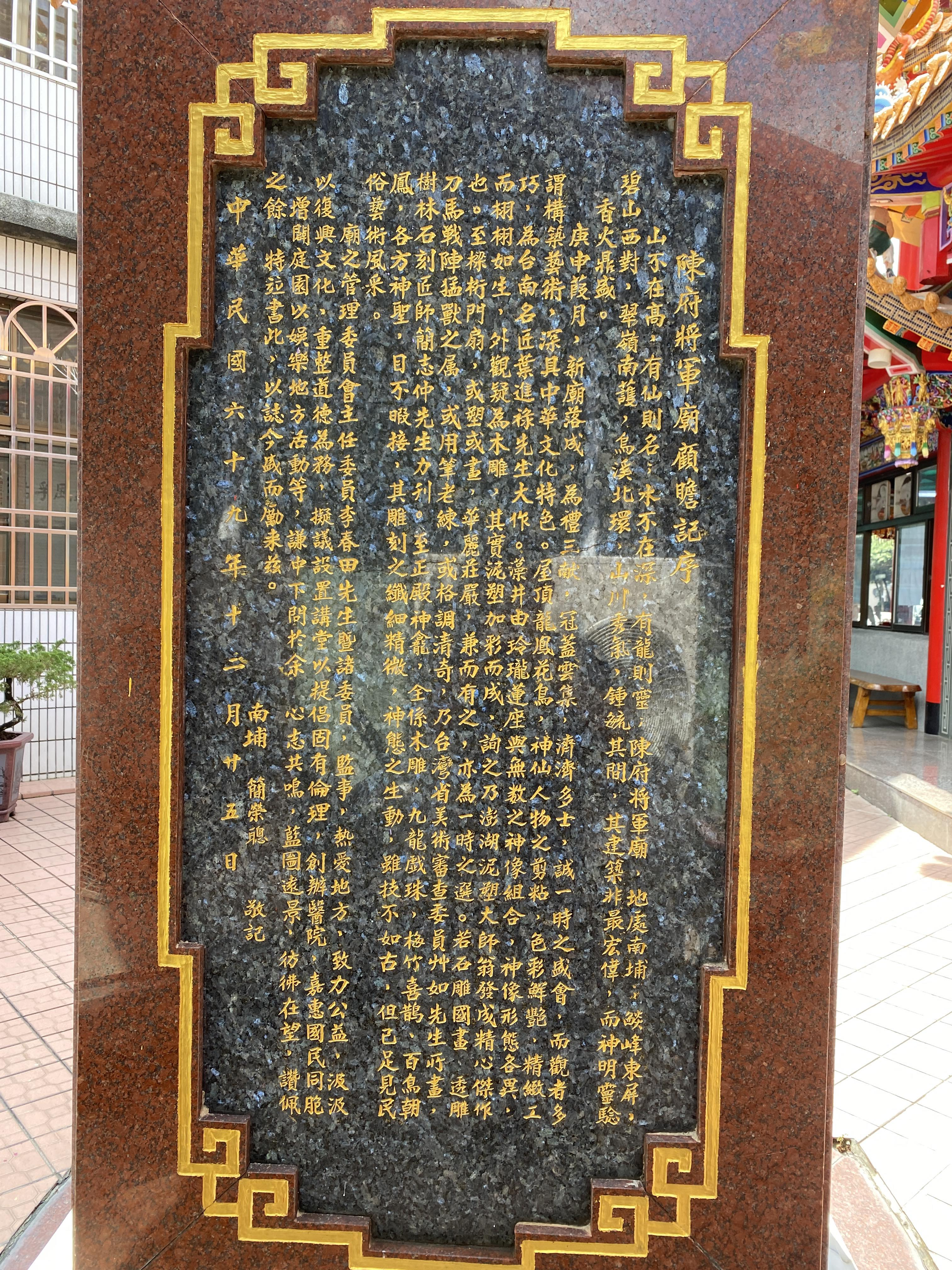
陳府將軍廟顧瞻記序

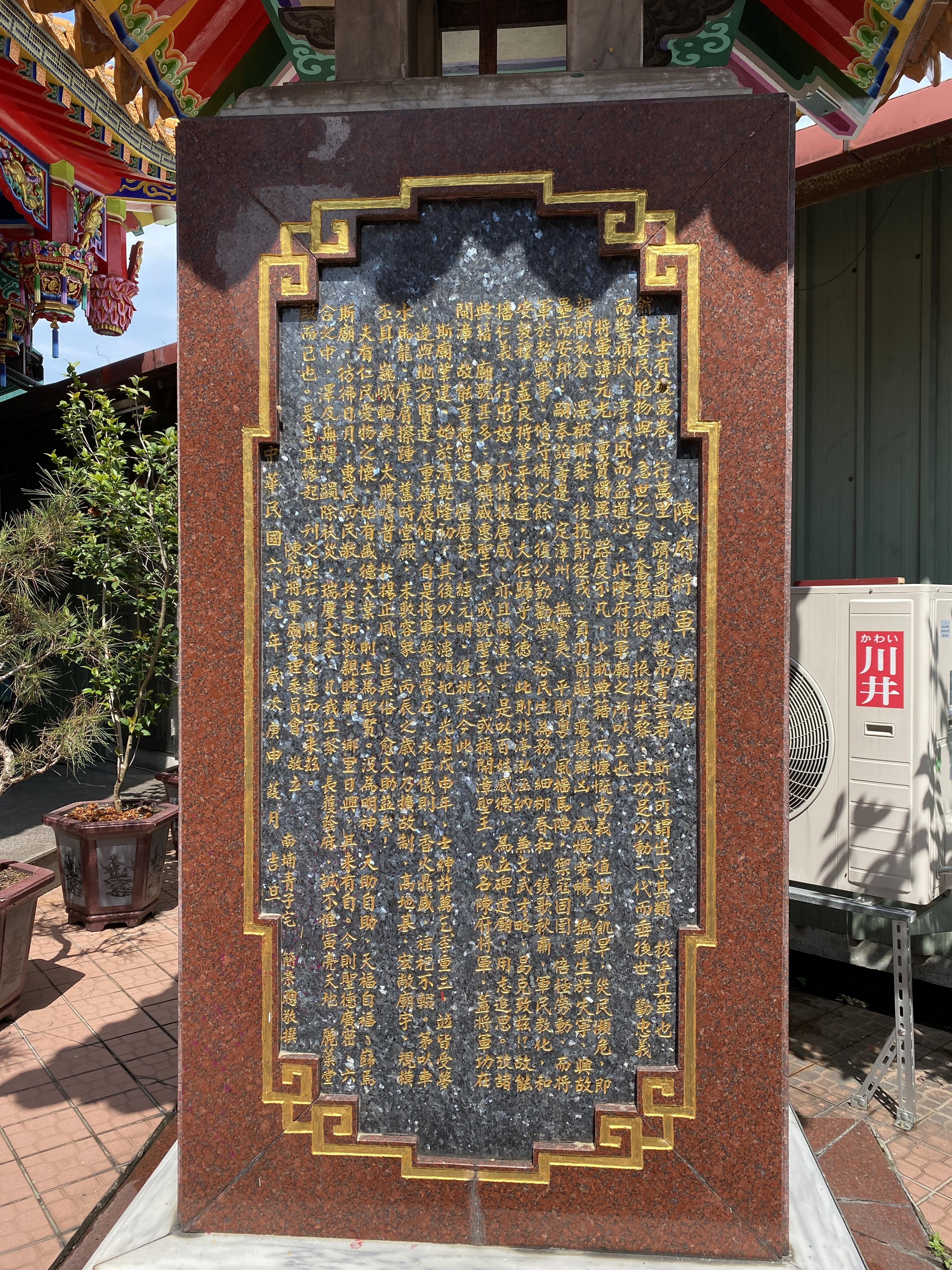
陳府將軍廟碑

2017年7月，以七百萬元興建連同基座高達十公尺、寬六公尺，全臺灣最大的開漳聖王像，於2018年3月2日落成。

## 祭祀
廟方以元宵節提前慶祝開漳聖王農曆二月十六日誕辰。
2005年報導時，此廟一年有五、六百場酬神戲，只有農曆七月與春節不演。長年在此演出的戲團認為，陳將軍愛看歷史戲、尤其是《前漢演義》、《隋唐演義》等傳統戲碼。雖戲台離主殿約有百公尺之遙，中間又隔中潭公路，但信徒相信以神的法力，這距離看戲不成問題。中臺灣布袋戲團還流傳早年一名信徒向陳將軍爺許願如愛國獎券中廿萬，就演一百棚戲謝神，但開獎後這個信徒只中臺語諧音的廿塊，被將軍托夢要他兌現承諾。
農曆大年初一舉行七星橋祈福儀式時，會請廖茶坐鎮。該神是雲林縣西螺鎮茄苳仔廖茶姑廟、南投縣魚池鄉廖茶姑廟、彰化縣二林鎮廖茶姑五媽廟、新竹縣竹北市廖茶先生媽廟等地姑娘廟的主神。

## 外部連結
- 草屯陳府將軍廟的Facebook專頁